# Javier Casellas Fábregas
Javier Casellas Fábregas (c. 1921-Barcelona, 26 de mayo de 2015) fue un político español, alcalde de San Adrián de Besós entre 1952 y 1961.
De profesión era intendente mercantil, comerciante y propietario vitivinícola. Padre de familia numerosa, era un católico devoto de comunión diaria y políticamente militaba en la Comunión Tradicionalista.
Durante la guerra civil española actuó como enfermero. Tras la contienda, se afilió al partido único, FET y de las JONS, organización en la que fue Delegado local de Información e Investigación. En 1952 el gobernador civil de Barcelona Felipe Acedo Colunga lo nombró alcalde de San Adrián de Besós, cargo que, al parecer, no deseaba. Solicitó su relevo en 1960 y tardó más de un año en obtenerlo.